# Milorad Pavić
Milorad Pavić (sârbă: Милорад Павић) (n. 15 octombrie 1929, Belgrad, Regatul Iugoslaviei – d. 30 noiembrie 2009, Belgrad, Serbia) a fost un important poet, prozator, traducător și istoric literar sârb.

## Cărți în limba română
- Dicționar khazar: roman-lexicon în 100 000 de cuvinte (Hazarski rečnik), București, Nemira, 1998; Editura Paralela 45, 2004.
- Peisaj pictat în ceai (Predeo slikan čajem), București, Editura Univers, 2000.
- Partea lăuntrică a vântului sau Roman despre Hero și Leandru (Unutrašnja strana vetra, ili Roman o Heri i Leandru), București, Editura Paralela 45, 2003.
- Ultima iubire la Țarigrad (Poslednja ljubav u Carigradu), București, Editura Paralela 45, 2006.
- Mantia de stele. Ghid astrologic de ghici (Zvezdani plašt), București, Humanitas fiction, 2008.
- Celălalt trup (Drugo telo), București, Editura Paralela 45, 2009.